# Free to Play (film)
Pour le modèle économique, voir free-to-play.
Pour plus de détails, voir Fiche technique et Distribution.
Free to Play est un film documentaire américain, sorti en 2014.

## Synopsis
Ce film se concentre sur trois joueurs professionnels — Benedict Lim, Danil Ishutin et Clinton Loomis — lors de la compétition The International de Dota 2 à Cologne, doté d'un million de dollars de prix.

## Fiche technique
Sauf indication contraire, les informations mentionnées dans cette section peuvent être confirmées par la base de données cinématographiques IMDb,  présente dans la section « Liens externes ».
- Titre : Free to Play
- Musique : Mark Adler
- Photographie : Phil Co, Nick Maggiore et Jeff Unay
- Montage : V. Scott Balcerek
- Société de production : Valve Corporation
- Pays de production : États-Unis
- Langue : Anglais
- Genre : Documentaire
- Durée : 75 minutes
- Date de sortie : 2014